# Schlacht am Jarmuk
Al-Hira – Jarmuk – Kadesia – Heliopolis – Nehawend – Konstantinopel I – Konstantinopel II – Talas
Frühe Schlachten
Mu'ta – Tabūk – Dathin – Firaz
Arabische Eroberung der Levante
Qartin – Bosra – Adschnadain – Mardsch ar-Rahit – Fahl – Damaskus – Mardsch ad-Dibadsch – Emesa – Jarmuk – Jerusalem – Hazir – Aleppo
Arabische Eroberung Ägyptens 
Heliopolis – Alexandria – Nikiou
Umayyadische Eroberung Nordafrikas
Sufetula – Vescera – Karthago
Umayyadidische Invasion Anatoliens
 und Konstantinopels
Eiserne Brücke – Germanikeia – 1. Konstantinopel – Sebastopolis – Tyana – 2. Konstantinopel – Nikäa – Akroinon
Arabisch-byzantinischer Grenzkrieg
Kamacha – Kopidnadon – Krasos – Anzen und Amorion – Mauropotamos – Lalakaon – Bathys Ryax
Sizilien und Süditalien
1. Syrakus – 2. Syrakus – Feldzüge des Maniakes
Byzantinischer Gegenschlag
Marasch – Raban – Andrassos – Feldzüge des Nikephoros Phokas – Feldzüge des Johannes Tzimiskes – Orontes – Feldzüge Basileios’ II. – Azaz
Seeoperationen
Phoinix – Muslimische Eroberung Kretas – Thasos – Damiette – Thessalonike – Byzantinische Rückeroberung Kretas
Die Schlacht am Jarmuk, traditionell datiert auf den 20. August 636, war ein wichtiges Ereignis im Rahmen der damaligen islamischen Expansion. Dabei bereiteten die muslimischen Araber den oströmischen Truppen des Kaisers Herakleios eine entscheidende Niederlage, in deren Folge Ostrom bzw. Byzanz seine Besitzungen in Syrien und Palästina und etwas später auch in Ägypten verlor.

## Vorgeschichte
Nach dem Tod des Propheten Mohammed und der Beilegung innerarabischer Konflikte (Ridda-Kriege) begannen seine Anhänger noch im Jahr 632 verstärkt mit der kriegerischen Verbreitung ihres Herrschaftsgebietes durch Unterwerfung der Nachbarvölker. Zwar standen den Arabern im Norden die beiden spätantiken Großmächte der Oströmer und der Perser gegenüber, diese hatten sich aber gerade in den Jahrzehnten vor der islamischen Expansion in einem langanhaltenden Konflikt gegenseitig sehr stark geschwächt (→ Römisch-Persische Kriege), so dass sie den Angriffen des zweiten Kalifen ʿUmar ibn al-Chattāb nicht mit voller Kraft entgegentreten konnten. Dies galt insbesondere für das Oströmische Reich, das der Krieg an den Rand des Untergangs geführt hatte und dessen nun von den Arabern bedrohte Orientprovinzen erst 630 wieder von den Persern geräumt worden waren.
Immerhin setzte Kaiser Herakleios nach dem Verlust von Damaskus an die Araber ein Heer in Bewegung. Wie groß diese Armee war, ist Gegenstand von Diskussionen. Jüngere Studien von Historikern schätzen die Stärke des byzantinischen Heeres auf 15.000 bis 40.000 Mann, so etwa Fred McGraw Donner (20.000–40.000), David Nicolle (bis zu 25.000), Walter Emil Kaegi (15.000–20.000, möglicherweise etwas mehr), Hugh Kennedy (20.000). und John Haldon (20.000). Eine wesentlich höhere Zahl, nämlich 80.000 byzantinische Soldaten, nennt der byzantinische Chronist Theophanes, der gut 100 Jahre nach der Schlacht darüber schrieb. In den arabischen Quellen finden sich sogar Zahlen von bis zu 200.000 Soldaten auf byzantinischer Seite. Die genannten modernen Historiker nehmen an, dass die Heere der Araber und der Byzantiner etwa gleich stark waren (Kaegi, Kennedy, Haldon) oder dass das der Byzantiner etwas größer war (Nicolle).
Ziel der Byzantiner musste es sein, ein weiteres Ausgreifen der Muslime zu stoppen. Daraufhin setzten sich die Araber unter ihrem Feldherrn Chālid ibn al-Walīd südwärts in Richtung Jordan ab und postierten sich an dessen Nebenfluss Jarmuk (heutiger Grenzfluss zwischen Jordanien und Syrien und z. T. auch zwischen Jordanien und Israel). Im Verlauf des Juli 636 kam es hier zu einer Reihe kleinerer Gefechte, bis beide Seiten schließlich eine größere Schlacht wagten. Arabische Quellen berichten, dass durch kräftigen Südwind aufgewirbelter Staub die Byzantiner in der Schlacht stark behindert habe (einige Forscher bezweifeln diese Angabe). Dies habe sich positiv auf das Heer der Araber ausgewirkt, das allerdings auch wesentlich geschlossener kämpfte als die aus vielen Völkerschaften, die unter anderem Griechisch, Arabisch, Syrisch und Armenisch sprachen, zusammengestellte und von rivalisierenden Kommandeuren befehligte kaiserliche Armee. 

## Verlauf und Folgen
Die verfeindeten Heere schlugen in der Jordanebene ihre Lager auf. Der eigentlichen Schlacht, deren Verlauf nicht sicher zu rekonstruieren ist, gingen wochenlange Scharmützel voraus, bis es den Arabern offenbar gelang, einen Teil der oströmischen Reiterei durch einen vorgetäuschten Rückzug in einen Hinterhalt zu locken. Entscheidend für den Ausgang der sich nun entwickelnden Schlacht waren offenbar Streitigkeiten im römischen Oberkommando zwischen den Generälen Trithurius, Niketas (einem Sohn des persischen Generals und kurzzeitigen Großkönigs Schahrbaraz) und Vahan. Dem nominellen Oberbefehlshaber Theodorus, bei dem es sich entweder um den Bruder des Kaisers oder um den gleichnamigen Statthalter der Provinz Osrhoene handelte, gelang es offenbar nicht, diese Spannungen zu überwinden, im Gegenteil: Nach einigen Quellen kam es schließlich zu einem Zerwürfnis zwischen Theodorus und Vahan, der daraufhin von den armenischen Soldaten im Heer zum Kaiser ausgerufen wurde. Gerade in diesem Moment der Verwirrung griffen die Muslime an, und obwohl die überraschten Oströmer sich noch zu verteidigen versuchten, wurden sie nach einem erbitterten Kampf entscheidend geschlagen, nachdem die Araber ihnen den Rückzugsweg abgeschnitten hatten. Bedeutsam war dabei möglicherweise die taktische Überlegenheit der innovativ formierten arabischen Reiterei, die sich aufgrund der topographischen Gegebenheiten besser entfalten konnte. Es gelang ihr, überraschend anzugreifen und die schweren Panzerreiter der Oströmer von der Infanterie zu trennen, unter der die Araber ein Blutbad anrichteten, während ihre eigenen Fußtruppen zunächst ebenfalls erhebliche Verluste durch die kaiserliche Kavallerie erlitten.
Eine Rolle haben vielleicht auch die arabischen Ghassaniden gespielt, die eigentlich römische foederati waren, mit ihren vielleicht 12.000 Mann während der Schlacht aber laut oströmischen Quellen vielfach zu den muslimischen Truppen überliefen und damit die kaiserlichen Truppen in die Unterzahl brachten. Andererseits wird in der muslimischen Tradition berichtet, dass einige der ghassanidischen Araber so loyal zum Kaiser gestanden hätten, dass sie sich nach der Niederlage gemeinsam mit den Resten der geschlagenen Armee nach Syrien und Kleinasien zurückzogen und ihre Heimat aufgaben. Fest steht, dass ein verzweifelter römischer Gegenstoß letztlich erfolglos blieb, während der arabische Gegenangriff die gegnerischen Reihen durchbrach. Die kaiserlichen Truppen wurden an das Ufer des Jarmuk gedrängt, wo ihnen muslimische Reiter, die auf einer alten römischen Brücke den Ruqqād, einen nördlichen Zufluss des Jarmuk (heute in der UNDOF-Zone), überquert hatten, in den Rücken fielen. Die nun völlig desorientierten und demoralisierten Oströmer suchten laut den Quellen teilweise nicht einmal mehr ihr Heil in der Flucht, sondern viele Soldaten sollen sich verzweifelt auf den Boden gesetzt und den Tod erwartet haben. Die Araber machten so gut wie keine Gefangenen.
Die arabische Tradition kennzeichnet die Schlacht nicht ohne Grund als das entscheidende Gefecht im Kampf mit Ostrom. Es gibt allerdings Hinweise darauf, dass der letzte Widerstand der nun direkt von Theodorus kommandierten oströmischen Truppen in Syrien erst etwas später in einer weiteren großen Feldschlacht zwischen Emesa und Damaskus gebrochen wurde (Howard-Johnston 2010). Diese Kämpfe wurden von den späteren arabischen Geschichtsschreibern aber weitestgehend ausgeblendet, die sich ganz auf die Bedeutung der Schlacht am Jarmuk konzentrierten, wohl um den Eindruck zu erwecken, den oströmischen Widerstand in nur einem einzigen großen Gefecht gebrochen zu haben.
Zwar konnten zunächst Jerusalem und dann noch einige Stützpunkte am Meer (wie Caesarea Maritima), die über die kaiserliche Flotte versorgt wurden, einige Jahre gehalten werden. Die Schlacht bildete aber dennoch einen entscheidenden Wendepunkt, der Ostrom zur Aufgabe seiner Herrschaft an der Levante zwang. Mittelfristig bedeutete der arabische Sieg am Jarmuk das Ende des römischen Orients, der 700 Jahre lang Teil des Imperium Romanum gewesen war, und mithin das endgültige Ende der Antike.